# Elthusa neocytta
Elthusa neocytta är en kräftdjursart som först beskrevs av V.I. Avdeev 1975.  Elthusa neocytta ingår i släktet Elthusa och familjen Cymothoidae.
Artens utbredningsområde är havet kring Nya Zeeland. Inga underarter finns listade i Catalogue of Life.